# Ausleger (Energietechnik)

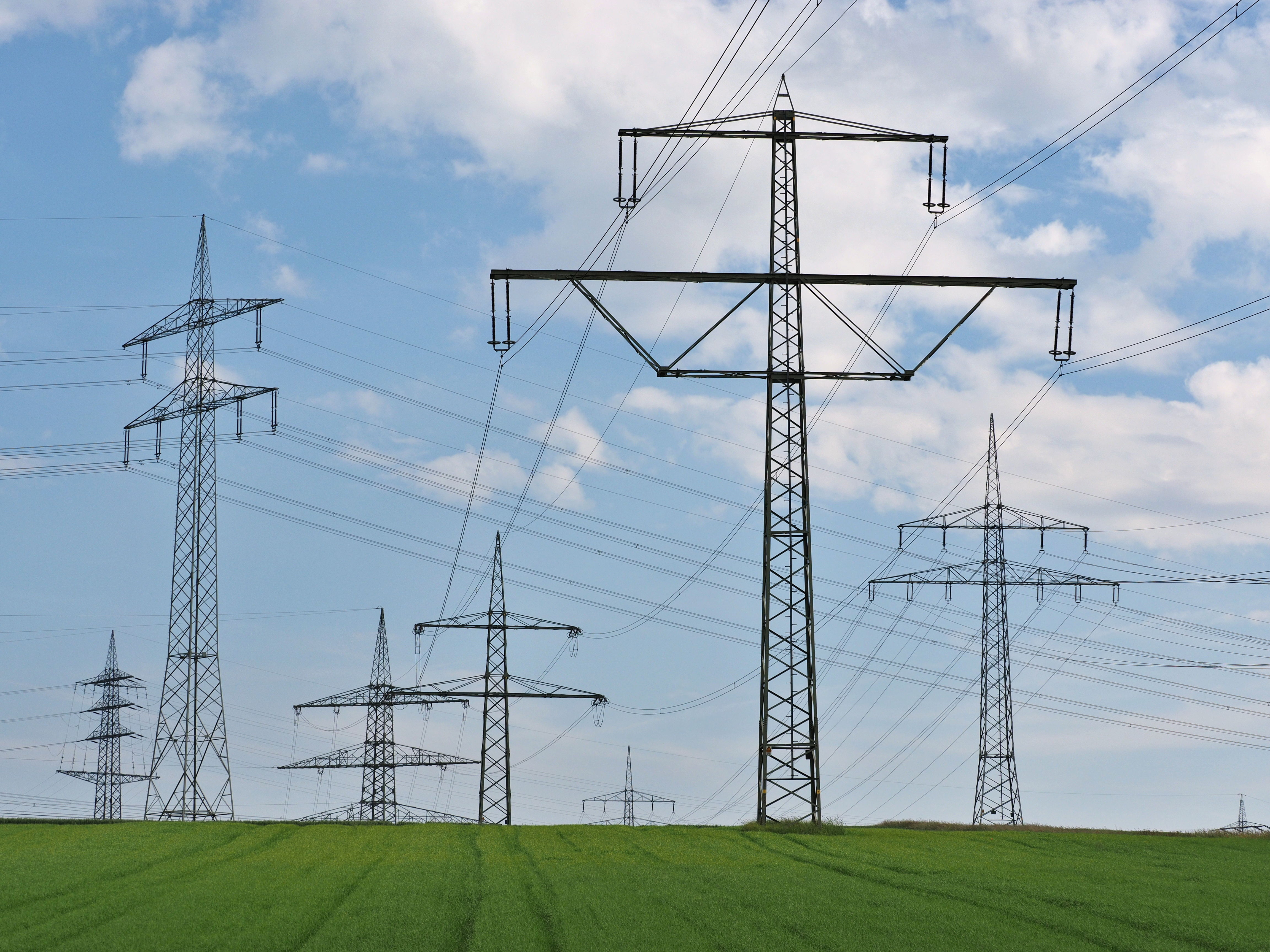
Freileitungsmasten mit unterschiedlichen Auslegern. Hier sind die Leitungen isoliert an den Auslegern befestigt, die Ausleger stehen nicht unter Spannung.

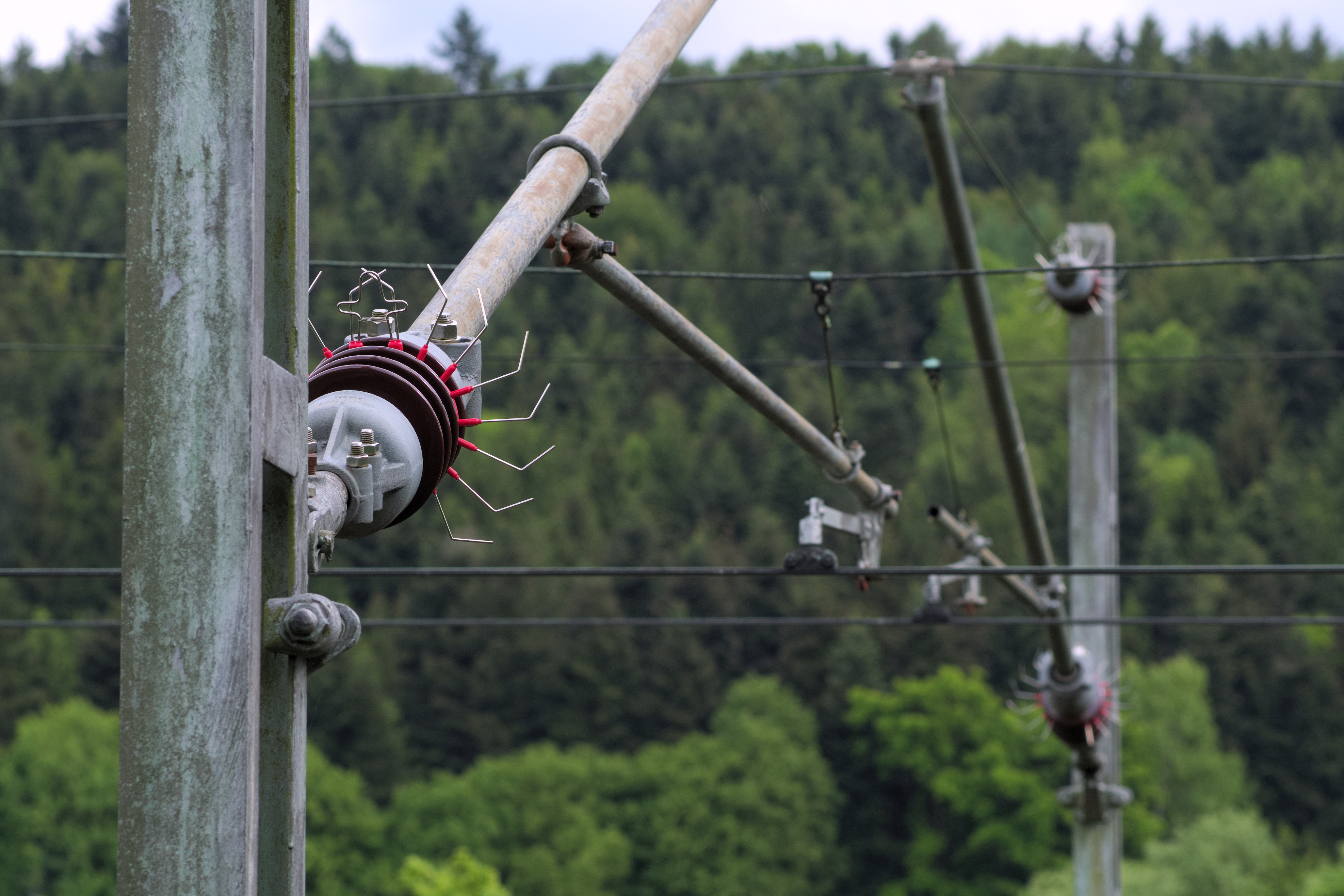
Die Oberleitung einer Bahnstrecke wird von Auslegerrohren geführt, die gegen den Mast isoliert sind. Die Rohre stehen mit dem Fahrdraht unter Spannung. Das sternförmige Bauteil auf dem Isolator hält Tiere (etwa Marder) vom tödlichen Übersteigen ab.

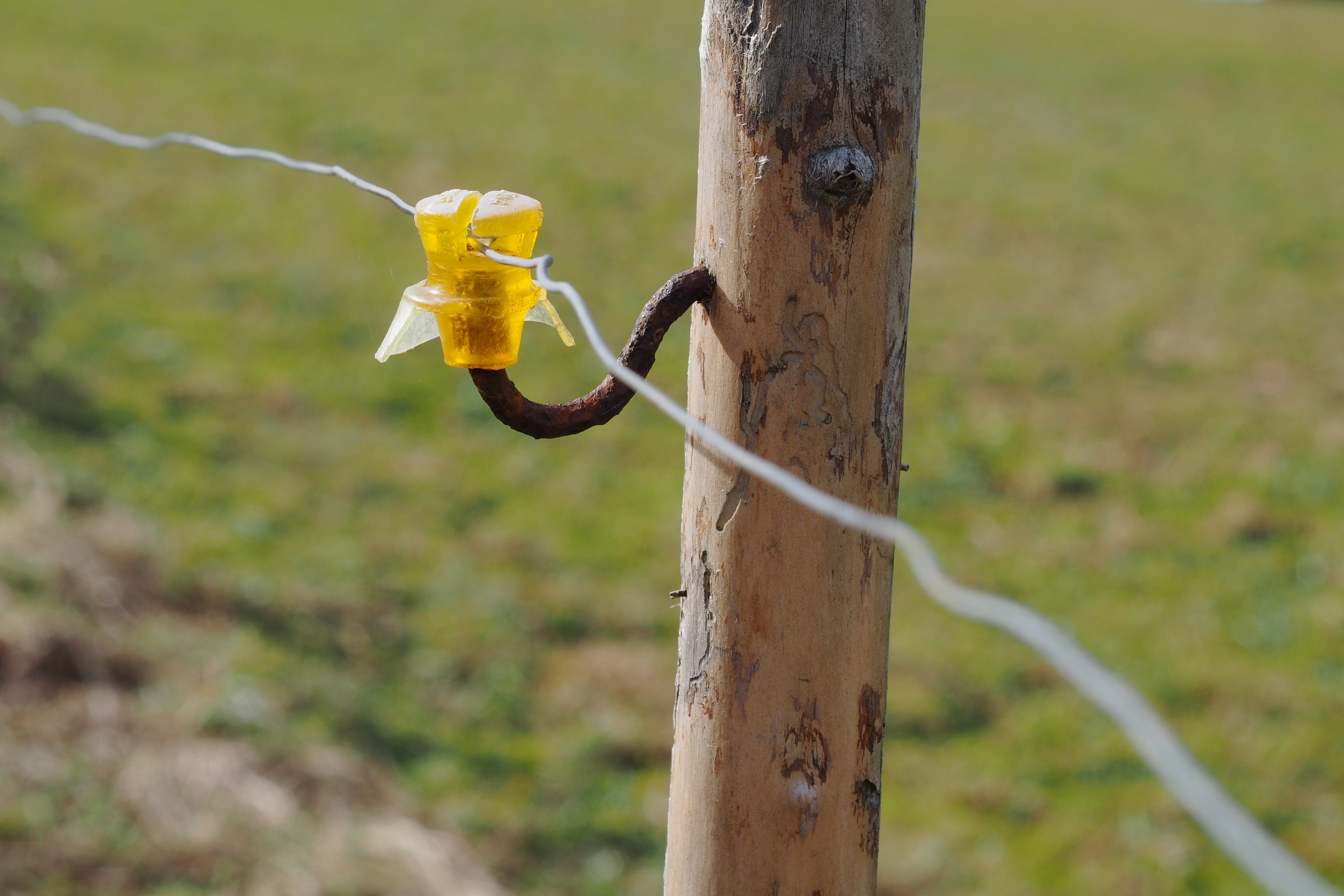
Auch das S-förmige Drahtstück eines Weidezaunisolators ist technisch gesehen ein Ausleger.

Als Ausleger wird in der Energietechnik eine Stützkonstruktion bezeichnet, mit der elektrische Leiter an Oberleitungsmasten und Freileitungsmasten befestigt werden. Der Ausleger hält die spannungsführenden Bauteile vom geerdeten Mast fern und verhindert so einen Erdschluss. Häufig wird insbesondere bei Freileitungen auch der Begriff Traverse verwendet.

## Reine Träger ohne elektrische Funktion

### Freileitungen
Ausleger an Freileitungsmasten bestehen häufig aus dem gleichen Material wie der Mast selbst (Stahlfachwerk, Stahlrohr oder Stahlbeton). Bei Holzmasten werden aus Festigkeitsgründen bevorzugt Stahlprofile als Ausleger verwendet.
Die Länge des Auslegers hängt von der Betriebsspannung der Leitung und von mechanischen Anforderungen ab  und kann bei Masten für große Spannweiten und hohe Spannungen 50 Meter und mehr erreichen.
Bei sehr großen Leitungsspannweiten, die sehr breite Ausleger erfordern würden (Weitabspannmast), wird stattdessen für jeden Leiter ein eigener Mast errichtet, etwa bei der Überquerung von Tälern.

### Oberleitung an Bahnstrecken
An elektrifizierten Bahnstrecken, die mit Oberleitungen arbeiten, dienen Ausleger der Stützung und Führung des Fahrdrahts. Dafür werden isolierte Stahl- und Aluminiumrohre eingesetzt, bei neueren Leitungen auch GFK-Stäbe mit entsprechenden Verbindungsarmaturen. 

## Isoliertraverse
Eine Isoliertraverse besteht aus nichtleitendem Material und eignet sich auch von ihrer mechanischen Bauart dazu, eine bestimmte Betriebsspannung zuverlässig zu isolieren. An Isoliertraversen werden die Leiterseile direkt befestigt, da sie auch die Funktion der Isolatoren übernehmen. 
Diese Bauart ist in den USA weit verbreitet, in Deutschland wird sie für 110-kV-Freileitungen auf Holzmasten sowie als Provisorium bei Baumaßnahmen eingesetzt.